# Poulina (album)
Pour les articles homonymes, voir Poulina.
 (janvier 2023).
Si vous disposez d'ouvrages ou d'articles de référence ou si vous connaissez des sites web de qualité traitant du thème abordé ici, merci de compléter l'article en donnant les références utiles à sa vérifiabilité et en les liant à la section « Notes et références ».
Albums de Orchestre national de Barbès
En concert
(1997) Alik
(2007)
Poulina est le second album du groupe Orchestre national de Barbès, sorti le 6 mai 1999 chez Virgin Records. Il s'agit du premier album studio du groupe.

## Liste des titres
Les douze titres de cet album sont :
1. Poulina Intro
2. Poulina
3. Ourar
4. Lemouima
5. Touba
6. Jabario
7. Meli Ana
8. Yahli Intro
9. Yahli
10. Soudani
11. Nabima
12. Mariama